# Stelle-Wittenwurth
Stelle-Wittenwurth település Németországban, Schleswig-Holstein tartományban. Lakosainak száma 469 fő (2023. december 31.).

## Népesség
A település népességének változása:
| Lakosok száma | 373  | 421  | 426  | 442  | 458  | 469  |
|               | 1975 | 2017 | 2019 | 2021 | 2022 | 2023 |